# Timor Oriental en los Juegos Olímpicos de la Juventud 2018
Timor Oriental participó en los Juegos Olímpicos de la Juventud 2018 en Buenos Aires, Argentina, celebrados entre el 6 y el 18 de octubre de 2018. Su delegación estuvo conformada por dos atletas en una disciplina. No obtuvo medallas en las justas.

## Medallero
| Medalla       | Oro | Plata | Bronce | Total |
| ------------- | --- | ----- | ------ | ----- |
| Total oficial | 0   | 0     | 0      | 0     |

## Disciplinas

### Atletismo
Timor Oriental clasificó a un atleta en esta disciplina.
Masculino
Eventos de Pista
| Atleta      | Evento       | Serie 1 | Serie 1 | Serie 2   | Serie 2   | Total  | Total  |
| Atleta      | Evento       | Tiempo  | Puesto  | Tiempo    | Puesto    | Tiempo | Puesto |
| ----------- | ------------ | ------- | ------- | --------- | --------- | ------ | ------ |
| Manuel Belo | 1.500 Metros | 4:13.41 | 19      | No empezó | No empezó |        |        |

Femenino
Eventos de Pista
| Atleta         | Evento       | Serie 1  | Serie 1 | Serie 2   | Serie 2   | Total  | Total  |
| Atleta         | Evento       | Tiempo   | Puesto  | Tiempo    | Puesto    | Tiempo | Puesto |
| -------------- | ------------ | -------- | ------- | --------- | --------- | ------ | ------ |
| Angela Freitas | 3.000 Metros | 10:00.36 | 13      | No empezó | No empezó |        |        |